# André Koechlin

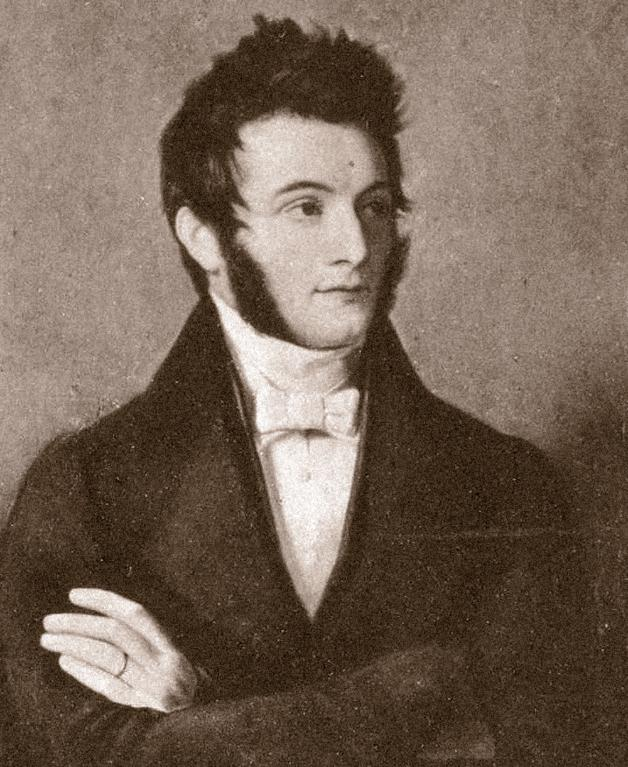
André Koechlin

André Koechlin, auch Andreas Köchlin, (* 3. August 1789 in Mülhausen; † 24. April 1875 in Paris) war ein französischer Textil- und Eisenbahn-Unternehmer.

## Leben
Koechlin entstammte dem elsässischen Ast einer weitverzweigten Familie und war der Enkel von Samuel Koechlin und Jean-Marie Dollfus, die 1746 die Textilindustrie in Mülhausen begründet hatten. Er übernahm 1818 nach dem Tode seines Schwiegervaters Dollfus die Geschäftsführung der Textilfirma Dollfus-Mieg et Compagnie. Um sich im Maschinenbau zu engagieren, gründete er 1826 die Gesellschaft André Koechlin et Compagnie mit einer Gießerei in Mülhausen, aus der später die Elsässische Maschinenbau-Gesellschaft Grafenstaden und schließlich Alstom wurde. Aus seinen Werken kamen die ersten elsässischen Lokomotiven, insbesondere 1839 die erste Lokomotive, später Napoleon genannt, für die Eisenbahnverbindung Mülhausen-Thann seines Vetters Nicolas Koechlin.
Koechlin war einer der Hauptaktionäre der Kohleminen von Ronchamp, die die Industrie in Mülhausen mit Kohle versorgten. Mit seinen Unternehmungen konnte er sein Vermögen enorm vergrößern. Um 1835 ließ er für seine Arbeiter kleine Häuser bauen, die die Arbeiter für eine geringe Pacht bewohnten mit der Verpflichtung, den Garten zu bestellen, ihre Kinder zur Schule zu schicken, keine Schulden zu machen und in jeder Woche einen Sparbetrag in der Sparkasse einzuzahlen sowie sich an der Betriebskrankenkasse zu beteiligen.
Während und nach der Julirevolution von 1830 war Koechlin 1830–April 1832 und August 1832–1843 Bürgermeister von Mülhausen. Er reorganisierte 1832 das städtische Sozialwesen mit Verbot der Bettelei. Er gründete eine große städtische interkonfessionelle Grundschule, und er ließ ein neues Krankenhaus bauen. Auch förderte und unterstützte er die Einrichtung von Heimen für Geisteskranke. Ende 1842 reichte er seinen Rücktritt als Bürgermeister ein wegen des Widerstandes im Stadtrat gegen ein Kohlelager.
1832–1834 und 1846–1848 war Koechlin Abgeordneter von Altkirch und 1841–1846 von Mülhausen in der Nationalversammlung. Er unterstützte dort die Monarchisten und die Politik François Guizots, während sein Vetter Nicolas Koechlin die Opposition unterstützte. 1836 wurde er Ritter der Ehrenlegion. 1847 führte André Koechlin eine Gruppe von Abgeordneten an, die eine Reform-Deklaration unterzeichneten. Guizot legte die Deklaration König Louis-Philippe I. vor, der sie aber zurückwies.
Nach der Februarrevolution 1848 zog er sich aus der Politik zurück. Seine Wohltätigkeitsaktivitäten setzte er fort mit großzügigen Unterstützungen von sozialen Einrichtungen und religiösen Gemeinschaften.
Koechlins Großneffe Maurice Koechlin war Ingenieur im Büro von Gustave Eiffel und lieferte zusammen mit Émile Nouguier den ersten Entwurf für den Eiffelturm. Weitere Großneffen André Koechlins waren der Ingenieur René sowie der Industrielle und Rennfahrer Paul Koechlin. Ein Cousin ersten Grades von André Koechlin war der Textil- und Eisenbahnunternehmer Nicolas Koechlin.